# ミシル
ミシル（欧字名：Misil、1988年2月3日 - 不明）はアメリカ合衆国生産の競走馬、種牡馬。主な勝ち鞍は1991年イタリア2000ギニー、1992年ローマ賞、1993年ジョッキークラブ大賞。

## 経歴
日本では1993年のジャパンカップにも出走し、レガシーワールドの6着に敗れた。
種牡馬としては1996年から日本で供用され、ホワイトカーニバル、スプリングドリューなどの産駒を送り出している。2005年12月に種牡馬引退となった。

## 種牡馬時代
1996年から日本で種牡馬入りし、静内スタリオンステーションにて供用された。2004年静内スタリオンステーションの閉鎖とともに用途変更。種牡馬引退となった。

### 主な産駒

#### グレード制重賞優勝馬
- 2000年産
  - ホワイトカーニバル（2002年フェアリーステークス）
  - スプリングドリュー（2007年福島牝馬ステークス）

#### 地方重賞優勝馬
- 2004年産
  - カクショウ（2007年黒潮菊花賞）

### 母の父としての主な産駒

#### グレード制重賞優勝馬
- 2003年産
  - スリーオペレーター（2007年阪神スプリングジャンプ）- 父オペラハウス
- 2009年産
  - サンビスタ（2014年ブリーダーズゴールドカップ、JBCレディスクラシック、2015年TCK女王盃、マリーンカップ、レディスプレリュード、チャンピオンズカップ）- 父スズカマンボ

#### 地方重賞優勝馬
- 2007年産
  - コスモハレルヤ（2010年コウノトリ賞）- 父ジェニュイン
- 2009年産
  - アウヤンテプイ（2011年兼六園ジュニアカップ、2012年ゴールドジュニア、駿蹄賞、2013年道営スプリント、2014年道営スプリント、2015年旭岳賞、道営スプリント、2017年大淀川賞）- 父ムーンバラッド

## 血統表
| ミシルの血統            | ミシルの血統                                | ミシルの血統                                | （血統表の出典）                            | （血統表の出典） |
| 父系                    | ミスタープロスペクター系                    | ミスタープロスペクター系                    | ミスタープロスペクター系                    | [ § 2 ]          |
| 父 Miswaki 1978 栗毛    | 父の父Mr. Prospector 1970 鹿毛              | Raise a Native                              | Native Dancer                               | Native Dancer    |
| 父 Miswaki 1978 栗毛    | 父の父Mr. Prospector 1970 鹿毛              | Raise a Native                              | Raise You                                   |                  |
| 父 Miswaki 1978 栗毛    | 父の父Mr. Prospector 1970 鹿毛              | Gold Digger                                 | Nashua                                      | Nashua           |
| 父 Miswaki 1978 栗毛    | 父の父Mr. Prospector 1970 鹿毛              | Gold Digger                                 | Sequence                                    |                  |
| 父 Miswaki 1978 栗毛    | 父の母Hopespringseternal 1971 栗毛          | Buckpasser                                  | Tom Fool                                    | Tom Fool         |
| 父 Miswaki 1978 栗毛    | 父の母Hopespringseternal 1971 栗毛          | Buckpasser                                  | Busanda                                     |                  |
| 父 Miswaki 1978 栗毛    | 父の母Hopespringseternal 1971 栗毛          | Rose Bower                                  | Princequillo                                | Princequillo     |
| 父 Miswaki 1978 栗毛    | 父の母Hopespringseternal 1971 栗毛          | Rose Bower                                  | Lea Lane                                    |                  |
| 母 April Edge 1977 芦毛 | 母の父The Axe 1958 芦毛                     | Mahmoud                                     | Blenheim                                    | Blenheim         |
| 母 April Edge 1977 芦毛 | 母の父The Axe 1958 芦毛                     | Mahmoud                                     | Mah Mahal                                   |                  |
| 母 April Edge 1977 芦毛 | 母の父The Axe 1958 芦毛                     | Blackball                                   | Shut Out                                    | Shut Out         |
| 母 April Edge 1977 芦毛 | 母の父The Axe 1958 芦毛                     | Blackball                                   | Big Event                                   |                  |
| 母 April Edge 1977 芦毛 | 母の母April Bloom 1970 鹿毛                 | Bold Lad                                    | Bold Ruler                                  | Bold Ruler       |
| 母 April Edge 1977 芦毛 | 母の母April Bloom 1970 鹿毛                 | Bold Lad                                    | Barn Pride                                  |                  |
| 母 April Edge 1977 芦毛 | 母の母April Bloom 1970 鹿毛                 | April Gold                                  | Alcide                                      | Alcide           |
| 母 April Edge 1977 芦毛 | 母の母April Bloom 1970 鹿毛                 | April Gold                                  | Celestial Gold                              |                  |
| 母系(F-No.)             | (FN:11-a)                                   | (FN:11-a)                                   | (FN:11-a)                                   |                  |
| 5代内の近親交配         | Businesslike、Big Event 5×4 Nasrullah 5×5×5 | Businesslike、Big Event 5×4 Nasrullah 5×5×5 | Businesslike、Big Event 5×4 Nasrullah 5×5×5 | [ § 3 ]          |
| 出典                    | 1. 2. 3.                                    | 1. 2. 3.                                    | 1. 2. 3.                                    | 1. 2. 3.         |